# Siphoscutula
Siphoscutula es un género de foraminífero bentónico de la subfamilia Siphotextulariinae, de la familia Textulariidae, de la superfamilia Textularioidea, del suborden Textulariina y del orden Textulariida. Su especie tipo es Siphoscutula leroyi. Su rango cronoestratigráfico abarca el Mioceno.

## Clasificación
Siphoscutula incluye a las siguientes especies:
- Siphoscutula leroyi